# Rákeš Šarma
Rákeš Šarma (angl. přepis Rakesh Sharma; * 13. ledna 1949 Patiála, Indie) je první indický kosmonaut. Do vesmíru se dostal v roce 1984 na palubě sovětské kosmické lodi Sojuz T-11.

## Život

### Mládí a výcvik
V roce 1966 začal studovat na Národní akademii obrany (Khadakvasla National Defense Academy), po úspěšném zakončení v roce 1970 v armádě sloužil u řady leteckých útvarů, létal na moderních strojích. Pak se stal zkušebním pilotem. Přihlásil se na výzvu mezi adepty kosmonautů, prošel sítem 240 zájemců a roku 1982 odjel do Hvězdného městečka základny Bajkonur, tehdy v SSSR. Zde se naučil rusky a získal potřebný výcvik. Po dvou letech se stal 138. kosmonautem Země.

### Let do vesmíru
Na jaře roku 1984 byl prvním indickým kosmonautem, který dostal příležitost zúčastnit se mise do vesmíru. Letěl na lodi Sojuz T-11 z Bajkonuru společně s dvojicí Jurij Malyšev a Gennadij Strekalov, oba kosmonauti SSSR. Po 24 hodinách se připojili k orbitální stanici Saljut 7, kde již byla připojena další loď z řady Sojuzů. Zde společně se stálou posádkou stanice (Oleg Aťkov, Leonid Kizim, Vladimir Solovjov) zvládli 12 připravených sovětsko – indických experimentů a sám Rákeš třikrát denně předváděl řadu pozic při cvičení jógy. Po týdnu přestoupili do lodi Sojuz T-10 a přistáli s padáky na území Kazašské SSR.
- Sojuz T-11, Saljut 7, Sojuz T-10 (3. dubna 1984 – 11. dubna 1984)

## Po letu
- Po přistání a odpočinku na Bajkonuru odletěli do Moskvy, kde převzali vyznamenání Hrdina Sovětského svazu od Černěnka. Po čase se celá trojice dostala společně i do Indie.
- V roce 1977 byl hlavním zkušebním pilotem u Hindustan Aeronautics, Bombaj, Indie.
- V roce 2006 vydal prohlášení, že je připraven letěl v připravované expedici Indie na Měsíc.